# کالج آمریکایی زنان و زایمان
کالج آمریکایی متخصصان زنان و زایمان (ACOG) (به انگلیسی: American College of Obstetricians and Gynecologists) یک انجمن حرفه ای از پزشکان متخصص در زمینه زنان و زایمان در ایالات متحده آمریکا است. چندین کشور آمریکای لاتین نیز در بخش‌های این سازمان نمایندگی دارند. این یک سازمان 501(c)(۳) با عضویت بیش از ۶۰۰۰۰ متخصص زنان و زایمان و متخصصین مراقبت‌های بهداشتی زنان است. و در سال ۱۹۵۱ تأسیس شده‌است.

## سوابق
یک سازمان همراه 501(c)(۶) به نام کنگره آمریکایی متخصصین زنان و زایمان، در سال ۲۰۰۸ تأسیس شد و در سال ۲۰۱۰ عملیاتی شد. این دو سازمان با هم همکاری می‌کنند و افراد عضو به‌طور خودکار به هر دو تعلق دارند. هر دو غیرانتفاعی هستند.

## فعالیت
کالج به عنوان یک 501(c)(۳) بر آموزش تمرکز دارد (با کار سیاسی محدود)، در حالی که کنگره به عنوان یک 501(c)(۶) مجاز است از منافع اعضا از طریق لابی و سایر کارهای سیاسی در زمینه تجارت پزشکی (BOM) دفاع کند.
فعالیت اصلی آنها بر سلامت باروری زنان، به ویژه مخالفت با مداخله سیاسی در دسترسی به سقط جنین متمرکز است. اعضای پزشک به عنوان همکار شناخته می‌شوند و از حروف پس از اسمی FACOG برای نشان دادن وضعیت خود استفاده می‌کنند. برای تبدیل شدن به یک همکار، یک نامزد باید از یک سازمان مستقل بنام هیئت مامایی و زنان آمریکا، گواهینامه دریافت کند و سپس توسط یکی دیگر از اعضای کالج نامزد شود. متخصصان غیر ObGyn ممکن است به عنوان یک متخصص بهداشت متحد بپیوندند، اما باید استانداردهای آموزشی خود را رعایت کنند.

## نشریه
نشریه مامایی و زنان انتشارات رسمی ACOG است. این مجله به عنوان «ژورنال سبز» شناخته می‌شود. در سال ۱۹۸۶، این سازمان با موفقیت قانون ضد سقط جنین در پنسیلوانیا را در دادگاه عالی ایالات متحده در تورنبورگ در مقابل کالج آمریکایی متخصصان زنان و زایمان به چالش کشید.